# Sandra Kiriasis
Sandra Kiriasis, född den 4 januari 1975 i Geising i dåvarande Östtyskland, är en tysk bobåkare.
Hon tog OS-silver i damernas tvåmanna i samband med de olympiska bobtävlingarna 2002 i Salt Lake City.
Hon tog därefter OS-guld i samma gren i samband med de olympiska bobtävlingarna 2006 i Turin.